# Mongolpiplärka
Mongolpiplärka (Anthus godlewskii) är en asiatisk tätting i familjen ärlor. Den häckar från östra Altaj österut till nordöstra Kina. Vintertid flyttar den till Indien. Fågeln påträffas tillfälligt och mycket sällsynt i Europa, bland annat med ett knappt 20-tal fynd i Sverige. IUCN kategoriserar den som livskraftig.

## Kännetecken

### Utseende
Mongolpiplärkan är en relativt stor piplärka och liksom dessa oansenligt och spräckligt färgad i olika nyanser av brunt, vitt och svart. Den är mycket lik flera andra piplärkor, framför allt större piplärka. Den skiljer sig från denna genom att vara något mindre, ha kortare näbb, ben och stjärt, mindre upprätt hållning samt något tydligare vingband. Artkarakteristiskt är att kärnan på mellersta täckarnas fjädrar bildar en trubbig, inte spetsig spets.

### Läten
Mongolpiplärkans sång skiljer sig markant från större piplärka och andra arter genom hårda "zret zret zret" som avslutas med ett ljusare skallrande ljud. Locklätet är lite renare och högre än större piplärkans, påminnande om gulärla: pschio.

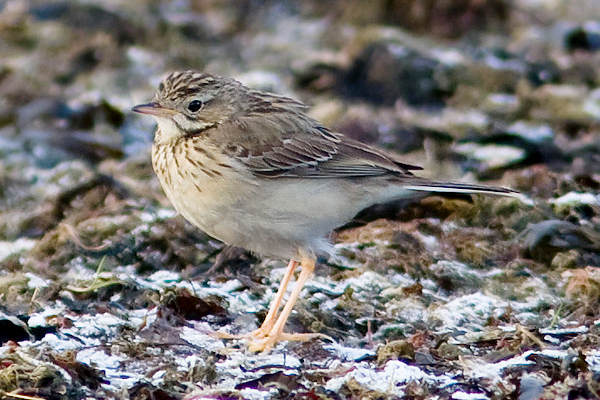
Ungfågel fotograferad i december.

## Utbredning och systematik
Fågeln häckar från södra Ryssland (östra Altaj) österut till Transbajkal och nordöstra Kina (västra Heilongjiang) samt söderut till södra Mongoliet och östcentrala Nei Mongol. Den flyttar vintertid huvudsakligen till Indien. Under flyttningen och vintertid ses den regelbundet i Förenade Arabemiraten, från slutet av september till mitten av april. I Europa är den en sällsynt gäst.

### Släktestillhörighet
DNA-studier visar att arterna i släktet Anthus inte står varandra närmast, där bland andra typarten för släktet ängspiplärkan står närmare piplärkorna i Macronyx än mongolpiplärkan och dess närmaste släktingar (bland andra fältpiplärka, större piplärka och långnäbbad piplärka). Det medför att mongolpiplärkan antingen kommer föras till ett annat släkte i framtiden, eller att Macronyx inkluderas i Anthus. Inga större taxonomiska auktoriteter har dock ännu implementerat dessa nya forskningsresultat.

### Förekomst i Sverige
Mongolpiplärkan påträffades för första gången i Sverige 18–21 november 1998 i Visby på Gotland. Därefter har den setts vid ytterligare 22 tillfällen fram till och med 2021, merparten i Norrland.

## Levnadssätt
Mongolpiplärkan häckar på torra bergssluttningar, i arid odlingsbygd och stenig stäpp. Under flyttningen ses den även i blötare områden. Den lever av små insekter och andra ryggradslösa djur, men även frön, som den plockar på marken. Fågeln häckar i maj.

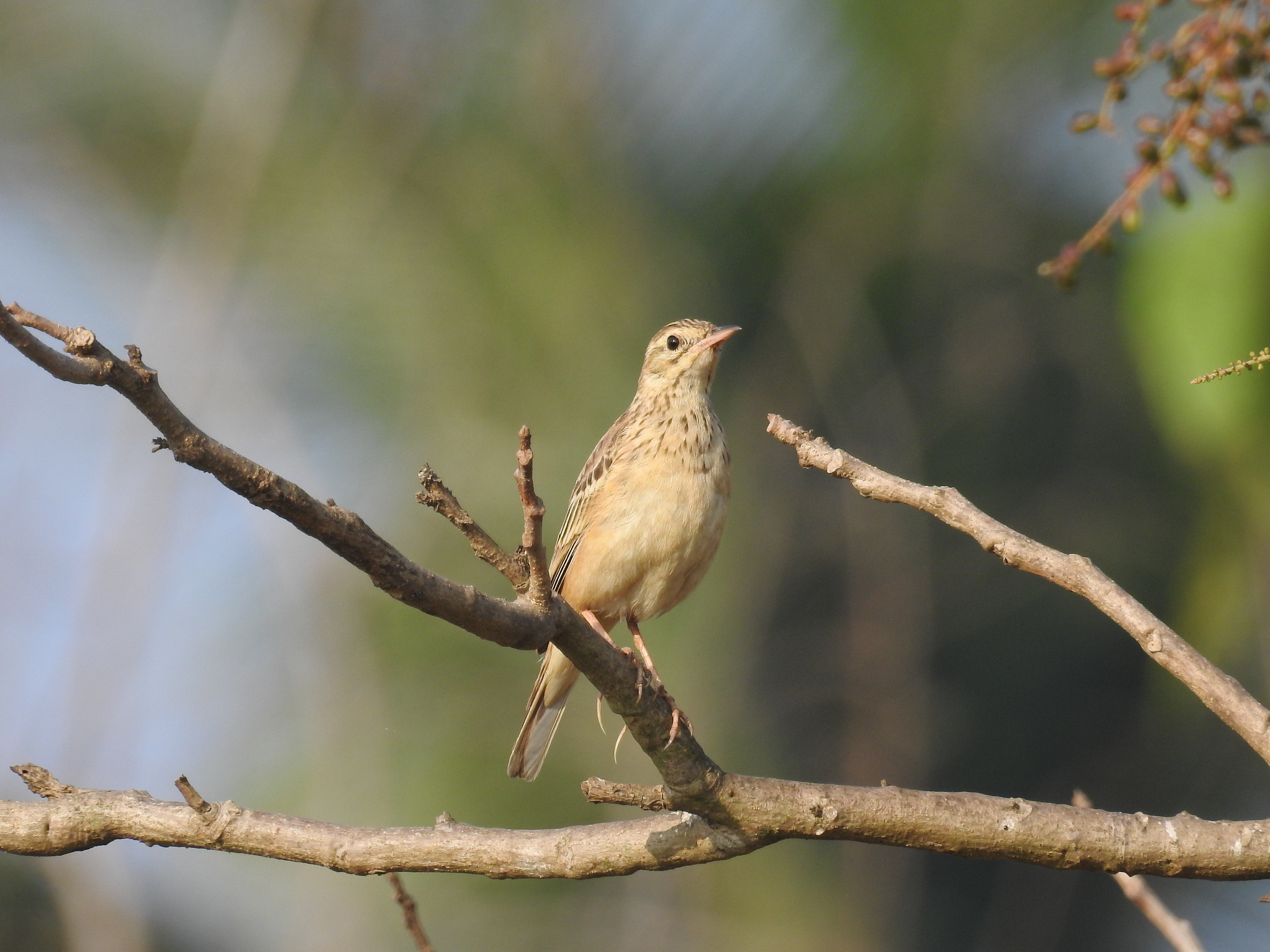

## Status
Storleken på världspopulationen har ännu inte uppskattats, men den anses vara vanlig i häckningsområdena och även vanlig i Indien. Internationella naturvårdsunionen betraktar den därför, och i brist på tydliga hot, inte som hotad och placerar den i kategorin livskraftig.

## Namn
Mongolpiplärkans vetenskapliga artnamn godlewskii hedrar den polske bonden och fältnaturforskaren Wiktor Godlewski (1831–1900).